# 1997 na televisão
Esta é uma lista de eventos que afetaram a televisão durante o ano de 1997. Os eventos listados incluem estreias, finais, e cancelamentos de programas de televisão, finais, aberturas, fechamentos, e reformulações de emissoras, bem como informações sobre controvérsias e disputas.

## Eventos

### Brasil
| Data            | Evento                                                                                                   |
| --------------- | --- |
| 17 de fevereiro | Jornal Bandeirantes é renomeado como Jornal da Band na Rede Bandeirantes.                                |
| 17 de fevereiro | Na Rede Globo, o Jornal Nacional muda seu cenário e seu pacote gráfico.                                  |
| 10 de março     | Na Rede Globo, Mônica Waldvogel assume a apresentação do Jornal Hoje.                                    |
| 10 de março     | Na Rede Globo, Sandra Annenberg assume a apresentação do Jornal da Globo, substituindo Mônica Waldvogel. |
| 17 de março     | Na Rede Globo, o Praça TV muda de cenário, vinheta de abertura e gráficos.                               |
| 30 de março     | Na Rede Globo, o Esporte Espetacular muda sua vinheta de abertura e grafismos.                           |
| 30 de março     | Na Rede Globo, o Fantástico muda seu cenário.                                                            |
| 10 de maio      | Na Rede Globo, o Globo Ecologia muda sua vinheta de abertura e grafismos.                                |
| 11 de junho     | A Rede Globo, Rede Bandeirantes e SporTV, começam a transmitir a Copa América de 1997.                   |
| 23 de junho     | No SBT, Boris Casoy deixa a apresentação do TJ Brasil.                                                   |
| 24 de junho     | No SBT, Hermano Henning substitui Boris Casoy na apresentação do TJ Brasil.                              |
| 29 de junho     | A Rede Globo, Rede Bandeirantes e SporTV, terminam de transmitir a Copa América de 1997.                 |
| 14 de julho     | Boris Casoy estreia na Rede Record como âncora do Jornal da Record, ficando.                             |
| 1 de agosto     | Na Rede Globo, o Globo Repórter muda sua vinheta de abertura.                                            |
| 12 de dezembro  | A Rede Globo e Rede Bandeirantes começam a transmitir a Copa das Confederações FIFA de 1997.             |
| 21 de dezembro  | A Rede Globo e Rede Bandeirantes terminam de transmitir a Copa das Confederações FIFA de 1997.           |
| 31 de dezembro  | A Rede Globo lança o projeto Brasil 500, com contagem regressiva para 22 de abril de 2000.               |

### Estados Unidos
| Data           | Evento                                                                                                 |
| -------------- | --- |
| 9 de fevereiro | Os Simpsons passam Os Flintstones como série que mais tempo foi exibida no horário nobre da televisão. |
| 14 de setembro | 49.º Primetime Emmy Awards é transmitido pela CBS.                                                     |

### Reino Unido
| Data          | Evento |
| ------------- | --- |
| 6 de setembro | Diversas emissoras transmitem o funeral da princesa Diana; 2,7 milhões de telespectadores assistem ao especial no Reino Unido. |

## Programas

### Brasil

#### Estreias
| Data            | Programa                  | Emissora          |
| --------------- | ------------------------- | ----------------- |
| 17 de fevereiro | A Indomada                | Rede Globo        |
| 20 de fevereiro | Maria do Bairro           | SBT               |
| 15 de março     | Na Própria Carne          | SBT               |
| 31 de março     | 3.ª temporada de Malhação | Rede Globo        |
| 31 de março     | O Amor Está no Ar         | Rede Globo        |
| 1 de abril      | Garganta e Torcicolo      | MTV Brasil        |
| 2 de abril      | A Justiceira              | Rede Globo        |
| 5 de abril      | Planeta Xuxa              | Rede Globo        |
| 28 de abril     | Disney Club               | SBT               |
| 28 de abril     | Os Ossos do Barão         | SBT               |
| 30 de abril     | Alô, Christina            | SBT               |
| 5 de maio       | Zazá                      | Rede Globo        |
| 10 de maio      | Festa do Mallandro        | Rede Manchete     |
| 18 de maio      | Tempo de Alegria          | SBT               |
| 9 de junho      | Maria Celeste             | Rede Bandeirantes |
| 14 de julho     | Jornal Onze e Meia        | Rede Record       |
| 28 de julho     | Chiquititas               | SBT               |
| 29 de julho     | Programa Márcia           | SBT               |
| 31 de julho     | Concurso de Paródias      | SBT               |
| 1 de agosto     | Tela de Sucessos          | SBT               |
| 4 de agosto     | Turma da Cultura          | TV Cultura        |
| 12 de agosto    | Mandacaru                 | Rede Manchete     |
| x de setembro   | Xaveco                    | SBT               |
| 8 de setembro   | Anjo Mau (remake)         | Rede Globo        |
| 13 de setembro  | Sandy & Junior Show       | Rede Manchete     |
| 15 de setembro  | Canoa do Bagre            | Rede Record       |
| 22 de setembro  | Ratinho Livre             | Rede Record       |
| 13 de outubro   | Por Amor                  | Rede Globo        |
| 19 de outubro   | Passando a Limpo          | Rede Record       |
| 1 de dezembro   | Fantasia                  | SBT               |
| 8 de dezembro   | Traição                   | Rede Bandeirantes |

#### Reestreias
| Data           | Programa         | Emissora      |
| -------------- | ---------------- | ------------- |
| 28 de abril    | A Viagem         | Rede Globo    |
| 12 de julho    | Clube da Criança | Rede Manchete |
| 15 de setembro | Fera Ferida      | Rede Globo    |

#### Encerramentos
| Data            | Programa                  | Emissora          |
| --------------- | ------------------------- | ----------------- |
| 3 de janeiro    | TV Colosso                | Rede Globo        |
| 3 de janeiro    | 2.ª temporada de Malhação | Rede Globo        |
| 3 de janeiro    | Brava Gente               | SBT               |
| 14 de fevereiro | O Rei do Gado             | Rede Globo        |
| 18 de fevereiro | Marimar                   | SBT               |
| 24 de fevereiro | First Class               | SBT               |
| 25 de abril     | Mulheres de Areia         | Rede Globo        |
| 26 de abril     | Dona Anja                 | SBT               |
| 2 de maio       | Salsa e Merengue          | Rede Globo        |
| 3 de maio       | Na Própria Carne          | SBT               |
| 6 de junho      | Agente G                  | Rede Record       |
| 7 de junho      | Perdidos de Amor          | Rede Bandeirantes |
| 2 de julho      | A Justiceira              | Rede Globo        |
| 26 de julho     | Maria do Bairro           | SBT               |
| 11 de agosto    | Xica da Silva             | Rede Manchete     |
| 26 de agosto    | A Comédia da Vida Privada | Rede Globo        |
| 8 de setembro   | Os Ossos do Barão         | SBT               |
| 12 de setembro  | A Viagem                  | Rede Globo        |
| 11 de outubro   | A Indomada                | Rede Globo        |
| 15 de novembro  | Manchete Esportiva        | Rede Manchete     |
| 5 de dezembro   | Maria Celeste             | Rede Bandeirantes |
| 6 de dezembro   | Aqui Agora                | SBT               |
| 24 de dezembro  | Castelo Rá-Tim-Bum        | TV Cultura        |
| 31 de dezembro  | TJ Brasil                 | SBT               |

### Estados Unidos

#### Estreias
| Data           | Programa                                     | Emissora        |
| -------------- | -------------------------------------------- | --------------- |
| 10 de março    | Buffy the Vampire Slayer                     | The WB          |
| 14 de julho    | Johnny Bravo                                 | Cartoon Network |
| 13 de setembro | 3.ª temporada de Batman: The Animated Series | Kids' WB        |
| 13 de setembro | 2.ª temporada de The Muppets                 | ABC             |
| 13 de agosto   | South Park                                   | Comedy Central  |
| 25 de setembro | 4.ª temporada de Friends                     | NBC             |

#### Encerramentos
| Data           | Programa                                     | Emissora        |
| -------------- | -------------------------------------------- | --------------- |
| 16 de abril    | The Real Adventures of Jonny Quest           | Cartoon Network |
| 14 de maio     | Street Fighter - The Animated Series         | USA Network     |
| 15 de maio     | 3.ª temporada de Friends                     | NBC             |
| 9 de junho     | Married... with Children                     | Fox             |
| 14 de junho    | Lois & Clark: The New Adventures of Superman | ABC             |
| 25 de junho    | MTV Sports                                   | MTV             |
| 1 de agosto    | Eek! The Cat                                 | Fox             |
| 22 de novembro | 4ª temporada de Rugrats                      | Nickelodeon     |

### Canadá

#### Estreias
| Data           | Programa | Emissora |
| -------------- | -------- | -------- |
| 15 de setembro | Caillou  | Teletoon |

### Portugal

#### Estreias
| Data           | Programa        | Emissora |
| -------------- | --------------- | -------- |
| 6 de abril     | Filhos do Vento | RTP1     |
| 23 de setembro | A Grande Aposta | RTP1     |

#### Encerramentos
| Data           | Programa        | Emissora |
| -------------- | --------------- | -------- |
| 14 de setembro | Filhos do Vento | RTP1     |

## Canais de televisão

### Estreias
| Data           | Mercado                        | Emissora         | Canal | Afiliação         |
| -------------- | ------------------------------ | ---------------- | ----- | ----------------- |
| 4 de janeiro   | Porto Velho, Rondônia          | Amazon Sat       | 22    |                   |
| 10 de janeiro  | Floriano, Piauí                | TV Alvorada      | 06    | TV Globo          |
| 17 de março    | Miami, Flórida, Estados Unidos | CNN en Español   | —     | CNN International |
| 21 de março    | —                              | Disney Weekend   | —     | —                 |
| 1 de maio      | Itumbiara, Goiás               | TV Rio Paranaíba | 11    | TV Globo          |
| 10 de junho    | Belém, Pará                    | TV Record Pará   | 10    | Rede Record       |
| 5 de julho     | Brasília, Distrito Federal     | Canal Gênesis    | 30    |                   |
| 22 de setembro | Rio de Janeiro, RJ             | Canal Futura     | 18    |                   |

### Canais que mudaram de afiliação
| Data        | Mercado         | Emissora | Canal | Afiliação anterior | Nova afiliação |
| ----------- | --------------- | -------- | ----- | ------------------ | -------------- |
| 30 de junho | Salvador, Bahia | TV Aratu | 25    | CNT                | SBT            |

## Nascimentos
| Data            | Nome                 | Descrição                            |
| --------------- | -------------------- | ------------------------------------ |
| 15 de janeiro   | Valentina Zenere     | Atriz argentina                      |
| 21 de janeiro   | Giullia Buscacio     | Atriz brasileira                     |
| 25 de janeiro   | Wasuthorn Chaijindar | Ator, cantor e modelo tailandês      |
| 10 de fevereiro | Chloë Grace Moretz   | Atriz estadunidense                  |
| 11 de fevereiro | Jojo Todynho         | Cantora e apresentadora brasileira   |
| 13 de fevereiro | Alaqua Cox           | Atriz estadunidense                  |
| 15 de fevereiro | André Luiz Frambach  | Ator brasileiro                      |
| 17 de fevereiro | Eike Duarte          | Ator brasileiro                      |
| 3 de março      | Camila Cabello       | Cantora estadunidense                |
| 6 de março      | Eduardo Melo         | Ator brasileiro                      |
| 9 de março      | Jiratchapong Srisang | Ator, cantor e modelo tailandês      |
| 21 de março     | Martina Stoessel     | Atriz, cantora e dançarina argentina |
| 29 de março     | Arón Piper           | Ator espanhol                        |
| 30 de março     | Matheus Abreu        | Ator brasileiro                      |
| 1 de abril      | Asa Butterfield      | Ator britânico                       |
| 11 de abril     | Ana Clara Lima       | Apresentadora brasileira             |
| 4 de maio       | Nicolas Prattes      | Ator brasileiro                      |
| 6 de maio       | Naret Promphaopun    | ator, cantor e modelo tailandês      |
| 7 de maio       | Diego Martins        | Ator brasileiro                      |
| 11 de maio      | Lana Condor          | Atriz vietnamita                     |
| 12 de maio      | Letícia Medina       | Atriz brasileira                     |
| 3 de junho      | Louis Hofmann        | Ator alemão                          |
| 6 de junho      | José Condessa        | Ator português                       |
| 17 de junho     | KJ Apa               | Ator neozelandês                     |
| 26 de junho     | Jacob Elordi         | Ator australiano                     |
| 8 de julho      | Siraphop Manithikhun | Ator e modelo tailandês              |
| 4 de agosto     | André Lamoglia       | Ator brasileiro                      |
| 8 de agosto     | Gawin Caskey         | Ator e cantor tailandês              |
| 10 de agosto    | Kylie Jenner         | empresária e socialite estadunidense |
| 13 de agosto    | Yeo Jin-goo          | Ator coreano                         |
| 12 de setembro  | Sydney Sweeney       | Atriz estadunidense                  |
| 7 de outubro    | Kira Kosarin         | Atriz estadunidense                  |
| 8 de outubro    | Bella Thorne         | Atriz estadunidense                  |
| 17 de outubro   | Gina Alice Stiebitz  | Atriz alemã                          |
| 30 de outubro   | Hirunkit Changkham   | Ator, cantor e modelo tailandês      |
| 31 de outubro   | Itzan Escamilla      | Ator espanhol                        |
| 6 de novembro   | Hero Fiennes Tiffin  | Ator britânico                       |
| 11 de novembro  | Rayssa Bratillieri   | Atriz brasileira                     |
| 21 de novembro  | Theresa Fonseca      | Atriz brasileira                     |
| 21 de dezembro  | Madelyn Cline        | Atriz estadunidense                  |
| 25 de dezembro  | Wichapas Sumettikul  | Ator e modelo tailandês              |
| 30 de dezembro  | Tseng Jing-hua       | Ator taiwanês                        |

## Mortes
| Data           | Nome                    | Idade | Descrição                                            |
| -------------- | ----------------------- | ----- | ---------------------------------------------------- |
| 4 de fevereiro | Paulo Francis           | 66    | Jornalista brasileiro                                |
| 14 de março    | André Filho             | 50    | Dublador brasileiro                                  |
| 24 de março    | Walter Clark            | 60    | Diretor brasileiro                                   |
| 24 de maio     | Edward Mulhare          | 74    | Ator irlandês                                        |
| 24 de maio     | Alexandre Lippiani      | 32    | Ator e dublador brasileiro                           |
| 2 de julho     | James Stewart           | 89    | Ator estadunidense                                   |
| 24 de agosto   | Walter George Durst     | 75    | Cineasta e escritor brasileiro                       |
| 31 de agosto   | Princesa Diana          | 36    | Princesa de Gales, ex-esposa do Príncipe Charles     |
| 2 de outubro   | Thales Pan Chacon       | 40    | Ator brasileiro                                      |
| 31 de dezembro | Michael LeMoyne Kennedy | 39    | Socialite estadunidense e filho de Robert F. Kennedy |